# Деппар-Юрт
Деппар-Юрт, також Джеппар-Юрт (крим. Ceppar Yurt, з 1945 по 2023 рік — Октя́брське) — село Феодосійського району Автономної Республіки Крим. Розташоване на півночі району.
Село було перейменовано з помилкою, пропущена літера «ж» — Джеппар-Юрт.
У 2015 році село було внесено до переліку населених пунктів, які потрібно перейменувати згідно із законом «Про засудження комуністичного та націонал-соціалістичного (нацистського) тоталітарних режимів в Україні та заборону пропаганди їхньої символіки».
12 травня 2016 року постановою Верховної Ради України № 1352-VIII село перейменоване відповідно до вимог закону «Про засудження комуністичного та націонал-соціалістичного (нацистського) тоталітарних режимів в Україні та заборону пропаганди їхньої символіки». Постанова набрала чинности у 2023 році.

## Населення

### Мова
Розподіл населення за рідною мовою за даними перепису 2001 року:
| Мова                | Відсоток |
| ------------------- | -------- |
| російська           | 56,84 %  |
| кримськотатарська   | 31,01 %  |
| українська          | 9,87 %   |
| ромська             | 1,65 %   |
| інші/не визначилися | 0,63 %   |